# Vertebra plana
Ein einzelner (isolierter) abgeplatteter Wirbelkörper bei erhaltener Bandscheibe wird als Plattwirbel, lateinisch vertebra plana bezeichnet. Die Erkrankung ist auch als Morbus Calvé bekannt. Eine generalisierte Abflachung der Wirbelkörper wird als Platyspondylie bezeichnet. Die Erkrankung tritt meist an der Brust- oder Lendenwirbelsäule auf, hauptsächlich im Kindesalter vom 4. bis 7. Lebensjahr und ist den aseptischen Knochennekrosen zuzurechnen.
Charakteristisch ist die Verbreiterung der angrenzenden Zwischenwirbelräume sowie das Fehlen von neurologischen Komplikationen.

## Ursachen
Findet sich auf einer Röntgenaufnahme der Wirbelsäule eine vertebra plana, liegt vermutlich eine der beiden folgenden Erkrankungen vor:
- Langerhanszell-Histiozytose
- Chronisch rekurrierende multifokale Osteomyelitis (CRMO)

Die Abplattung der Wirbelkörper tritt vor allem beim Eosinophilen Granulom, einer lokalen Manifestation der Langerhans-Histiozytose, auf. Sie ist die Folge der Kortikaliszerstörung.
Multiple abgeplattete Wirbelkörper finden sich bei der Osteopetrose oder seltener bei der Osteomalazie.
Seltener kann die Ursache in einer Pilzinfektion liegen.
Abzugrenzen sind Destruktionen infolge einer Spondylitis oder (bakteriellen) Osteomyelitis, bei denen der Zwischenwirbelraum verschmälert ist.

## Vorkommen bei Syndromen
Im Rahmen etlicher Syndrome kommt eine Vertebra plana an mehreren Wirbelkörpern vor, siehe Platyspondylie.

## Klinische Erscheinungen
Frühe Anzeichen einer Vertebra plana sind Belastungsschmerz, Haltungsschwäche und schnelle Ermüdbarkeit. Im weiteren Verlauf können Druckschmerz und eine Kyphose auftreten.

## Diagnose
Die Diagnose erfolgt durch eine Röntgenaufnahme der Wirbelsäule. Typischerweise findet sich eine Höhenminderung und teilweise Verdichtung auf weniger als ein Drittel der normalen Wirbelkörperhöhe, die Bandscheibe ist normal.

## Differentialdiagnose
Abzugrenzen sind:
- Lymphom
- Leukämie mit Wirbelkörperinfiltration
- Morbus Scheuermann
- tuberkulöse Spondylitis
- Ewing-Sarkom
- Wirbelbruch als Kompressionsfraktur
- Osteoporose
- Osteogenesis imperfecta
- Multiples Myelom
- Metastase im Wirbelkörper
- Osteomyelitis
- Wirbelkörperhämangiom

## Therapie
Die notwendige Behandlung richtet sich nach der Grundkrankheit. Bei den aufgeführten häufigeren kommt es typischerweise zu einem spontanen Wiederaufbau des Wirbelkörpers. Durch Ruhigstellung soll die Bildung eines Gibbus vermieden werden. Je nach Ursache kann ein Wiederaufbau des Wirbelkörpers eintreten.